# تینی رویس
تینی رویس (هلندی: Tiny Ruys; ۸ مهٔ ۱۹۵۷ – ۱۱ ژانویهٔ ۲۰۲۵) بازیکن و مربی فوتبال اهل هلند بود.
از باشگاه‌هایی که در آن بازی کرده است می‌توان به باشگاه فوتبال ان‌ئی‌سی نیمیخن و باشگاه فوتبال فورتونا سیتارد اشاره کرد.